# Liste der ehemaligen Wohnplätze im Stadtgebiet Hennef
Die Liste der ehemaligen Wohnplätze im Stadtgebiet Hennef zählt die ehemals selbständigen Orte der Stadt Hennef (Sieg) auf, die heute zusammengelegt oder abgegangen sind.
- Attenbach
- Attenberg
- Bierth
- Blocksberg
- Broich
- Broichhausen
- Buchheide
- Buchholz
- Burghof
- Busch
- Daubenschlade
- Doppelsgarten
- Driesch
- Edgoven
- Felderhausen
- Geisbach
- Geistingen
- Gertrudenhof
- Grube Gottessegen
- Grube Ziethen
- Hammer
- Hammermühle
- Hanfmühle
- Harth
- Heide
- Helenenhof
- Hof
- Hollenbusch
- Hundseich
- Kuchenbach
- Künzenhohn
- Niederkümpel
- Meisenhanf
- Müschmühle
- Neuenhof
- Niederscheid
- Oberbuchholz
- Oberkümpel
- Oberscheid
- Oppelrath
- Quadenhof
- Scheußmühle
- Schleheck
- Silistria
- Steimelshof
- Stöcken
- Stotterheck
- Überholz
- Unterbierth
- Warth
- Wingenshof